# Francisco Saubidet Birkner

Francisco Saubidet Birkner (Buenos Aires, 5 de octubre de 1998) es un windsurfista argentino especializado en RS:X. Integrante del equipo olímpico argentino de vela en los Juegos Olímpicos de Tokio 2020. Medalla de oro en los Juegos Olímpicos de la Juventud de Nankín 2014 y subcampeón mundial juvenil en Langkawi 2015. Campeón sudamericano 2020. Su hermano Bautista Saubidet Birkner también es windsurfista profesional. Fue campeón sudamericano tanto a nivel juvenil como a nivel mayor.

## Carrera deportiva
En 2013 obtuvo la medalla de oro en los I Juegos Suramericanos de la Juventud Lima 2013. En 2014 obtuvo la medalla de oro en los Juegos Olímpicos de la Juventud de Nankín 2014 y en 2015 se consagró subcampeón mundial juvenil en Langkawi 2015. En 2019 obtuvo la medalla de plata 
En 2020 clasificó para los Juegos Olímpicos de Tokio 2020 al resultar campeón sudamericano en Mar del Plata.